# メトロ・エクスプレス (モーリシャス)
メトロ・エクスプレス（Metro Express）は、モーリシャスの首都であるポートルイスと周辺都市を結ぶライトレール。道路の混雑解消や都市間の移動の利便性向上を目的に2019年12月22日から営業運転を開始し、2023年現在はモーリシャス政府が全株を所有する同名の株式会社（Metro Express Ltd.）によって運営されている。

## 歴史

### 開通までの経緯
インド洋の島国であるモーリシャスのうち、首都のポートルイスが位置するモーリシャス島には、イギリス領時代の1854年に開通したモーリシャス政府鉄道（The Mauritius Goverment Railways、MGRly）が存在した。全盛期には島内に56 kmの路線網が存在し、サトウキビの輸送を始め経済を支える大動脈として重宝されていたが、第二次世界大戦後はモータリーゼーションの進展とともに旅客・貨物共に輸送量は減少した。その結果1956年に旅客輸送が廃止され、1964年の貨物輸送廃止をもってモーリシャス島から鉄道路線は一時姿を消した。
その後、イギリスから独立後のモーリシャスにおける交通機関は自動車が主力となっていたが、自家用車の所有数が増加するのと同時に島内の道路網では混雑が激化し、都市間の迅速な移動も難しい状態となった。そこで、ポートルイスや周辺の地域を結ぶ、高速かつ定時制に長けた公共交通機関としてライトレールの導入が検討されるようになり、2017年にインド政府から贈呈された3億5,300万ドル分の助成金を元手とした各種プロジェクトの一環として、ライトレール「メトロ・エクスプレス」の計画が始動した。
計画に際してはインドやフランス、シンガポールを始めとした世界各国の企業が参加しており、そのうちフランスに本社を置くコンサルタント企業であるシストラがプロジェクト全体の設計を手掛け、インドのラーセン&トゥブロ（Larsen & Toubro）が建設や車両調達を担当した。また、計画実行に先立つ2016年に、モーリシャス政府はライトレールの運営を行う事実上の国営企業である「メトロ・エクスプレス」を設立した。その一方、建設に際しては職を失う可能性があるバスやタクシー関係の労働者や土地収用を受けた地域住民からの反対運動が勃発した他、世界遺産であるアープラヴァシ・ガート付近の路線についてはUNESCOからの要請による専門家による調査が実施され、計画に影響が生じた。
その後、第1段階（Phase One）となるローズヒル中央（Rose Hill Central） - ポートルイス・ビクトリア（Port Louis Victoria）間は2019年12月22日に開通した。当初は沿線へ向けてのプロモーションを目的に無料運転を実施し、運賃が加算される本格的な営業運転の開始は2020年1月10日からとなった。

### 開通後の延伸
前述の事情により開通が遅れたアープラヴァシ・ガート（Aapravasi Ghat）への延伸区間およびローズヒルとキュールピップ（Curepipe）を結ぶ路線については第2段階（Phase Two）として位置づけられており、そのうちキュールヒップ方面の路線については2021年のカトル・ボルヌ（Quatre Bornes）方面への延伸以降2022年まで順次延伸が実施された。これに伴いキュールピップからポートルイスへの移動時間が短縮される他、道路の混雑解消や新たな雇用が期待されている。だがアープラヴァシ・ガート方面への延伸はUNESCOからの承認の遅れに伴い、2023年時点で途中に設けられたアルム広場（Place d’Armes）までの開通に留まっている。
一方、これとは別にローズヒルから分岐しレデュイ（Réduit）へ向かう全長3.4 kmの路線が第3段階（Phase Three）として承認されており、インド政府からの資金援助を受ける形で建設が進められ2023年に開通した。この路線は更に第4段階（Phase Four）としてサン・ピエール（St Pierre）を経由しコート・ドール（Côte d'Or）へ向かう計画が存在する。

## 運行

### 路線・運賃
2020年に開通した第1段階（全長13 km）の区間の多くはかつて存在したモーリシャス政府鉄道のミッドランド線（Midland Lines）の廃線跡が活用されており、道路と共有する信号を用いた踏切がある箇所を除き線路は全て道路と分離した専用軌道で、ローズヒル付近は幹線道路との交差を避けるため高架線となっている。車両基地はコロマンデル（Coromandel）電停とバークリー（Barkly）電停の間に位置する。運行間隔は12 - 15分で、始発列車は6時台、最終列車は22時台に設定されている。
2020年時点の運賃は距離ごとに異なっており、乗車した電停から3電停までは20ルピー、それ以上の距離は30ルピーで、券売機から購入可能なQRコード付きの乗車券は60分の間有効である。また、非接触式ICカードであるMECardの展開も行われているが、カード使用時の運賃の値引き制度は存在しない。双方とも乗車時および降車時に各電停に設置されたカードリーダーに触れる形での精算を行っており、無賃乗車が発覚した場合は5,000ルピーという高額の罰金が科せられる。

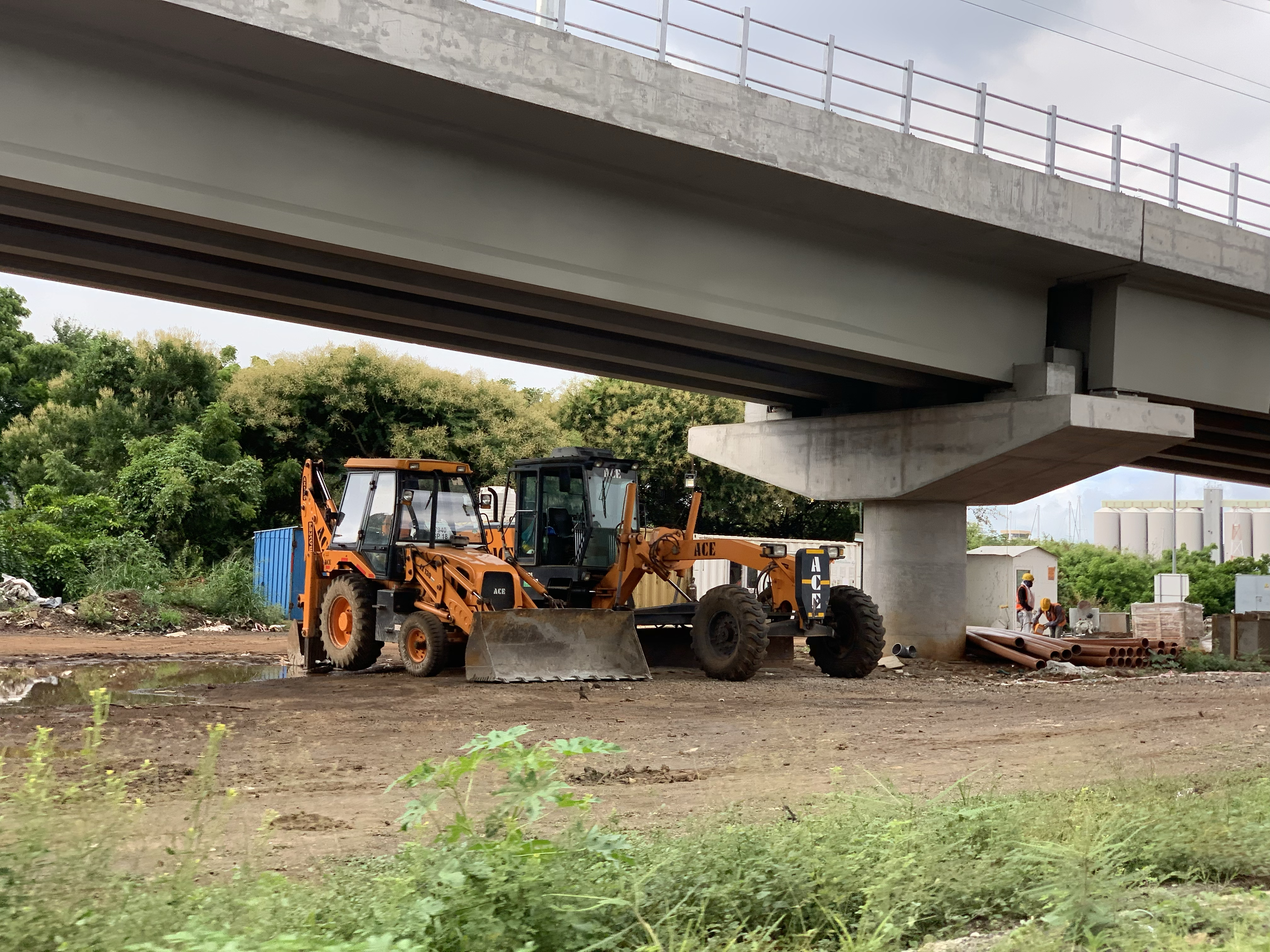
高架線（2020年撮影）
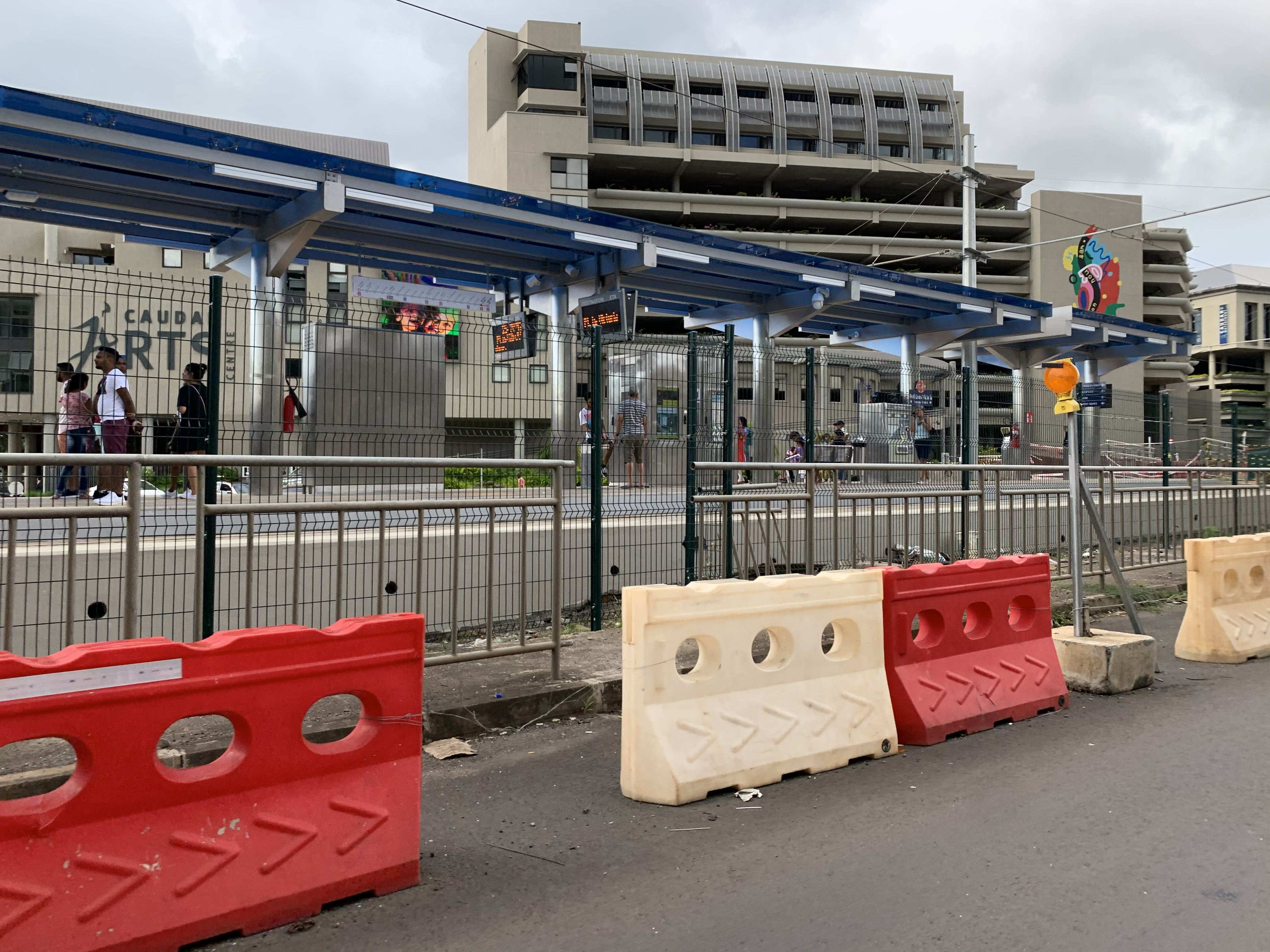
電停（2020年撮影）

### 電停一覧
建設中のものも含めて、メトロ・エクスプレスの電停は以下の箇所に設置される。そのうち2023年の時点で営業運転開始済みの電停については太字で表記する。

#### アープラヴァシ・ガート - キュールピップ
| 電停名                | 開通年月                         | 接続交通機関 | 駐車場 | 備考・参考                                                |
| --------------------- | -------------------------------- | ------------ | ------ | --------------------------------------------------------- |
| Aapravasi Ghat        | 未定                             | 路線バス     |        |                                                           |
| Place d’Armes         | 2023年1月22日                    |              |        | [ 20 ]                                                    |
| Port Louis Victoria   | 2020年1月10日 （有料運転開始日） | 路線バス     |        | [ 7 ]                                                     |
| St Louis              | 2020年1月10日 （有料運転開始日） |              |        |                                                           |
| Coromandel            | 2020年1月10日 （有料運転開始日） |              | ○      | Coromandel - Barkly間の距離は5km 両電停間に車両基地が存在 |
| Barkly                | 2020年1月10日 （有料運転開始日） |              |        | Coromandel - Barkly間の距離は5km 両電停間に車両基地が存在 |
| Beau Bassin           | 2020年1月10日 （有料運転開始日） |              |        |                                                           |
| Vandermeersch         | 2020年1月10日 （有料運転開始日） |              |        |                                                           |
| Rose Hill Central     | 2020年1月10日 （有料運転開始日） | 路線バス     |        | 高架駅                                                    |
| Belle Rose            | 2021年1月20日                    |              |        | [ 17 ]                                                    |
| Quatre Bornes Central | 2021年1月20日                    | 路線バス     |        | [ 17 ]                                                    |
| St Jean               | 2022年5月8日                     |              |        | [ 18 ]                                                    |
| Trianon               | 2022年5月8日                     |              |        | [ 18 ]                                                    |
| Phoenix               | 2022年5月8日                     |              | ○      | [ 18 ]                                                    |
| Palmerstone           | 2022年10月10日                   |              | ○      | [ 19 ]                                                    |
| Vacoas Central        | 2022年10月10日                   | 路線バス     | ○      | [ 19 ]                                                    |
| Sadally               | 2022年10月10日                   |              |        | [ 19 ]                                                    |
| Floreal               | 2022年10月10日                   |              |        | [ 19 ]                                                    |
| Curepipe North        | 2022年10月10日                   |              |        | [ 19 ]                                                    |
| Curepipe Central      | 2022年10月10日                   | 路線バス     |        | 高架駅                                                    |

#### ローズヒル - レデュイ
| 電停名            | 開通年月      | 接続交通機関 | 駐車場 | 備考・参考   |
| ----------------- | ------------- | ------------ | ------ | ------------ |
| Rose Hill Central | 2023年1月22日 | バス         |        | 高架駅       |
| Ebène Cybercity   | 2023年1月22日 |              |        | [ 9 ] [ 23 ] |
| Mahatma Gandhi    | 2023年1月22日 |              |        | [ 9 ]        |

## 車両

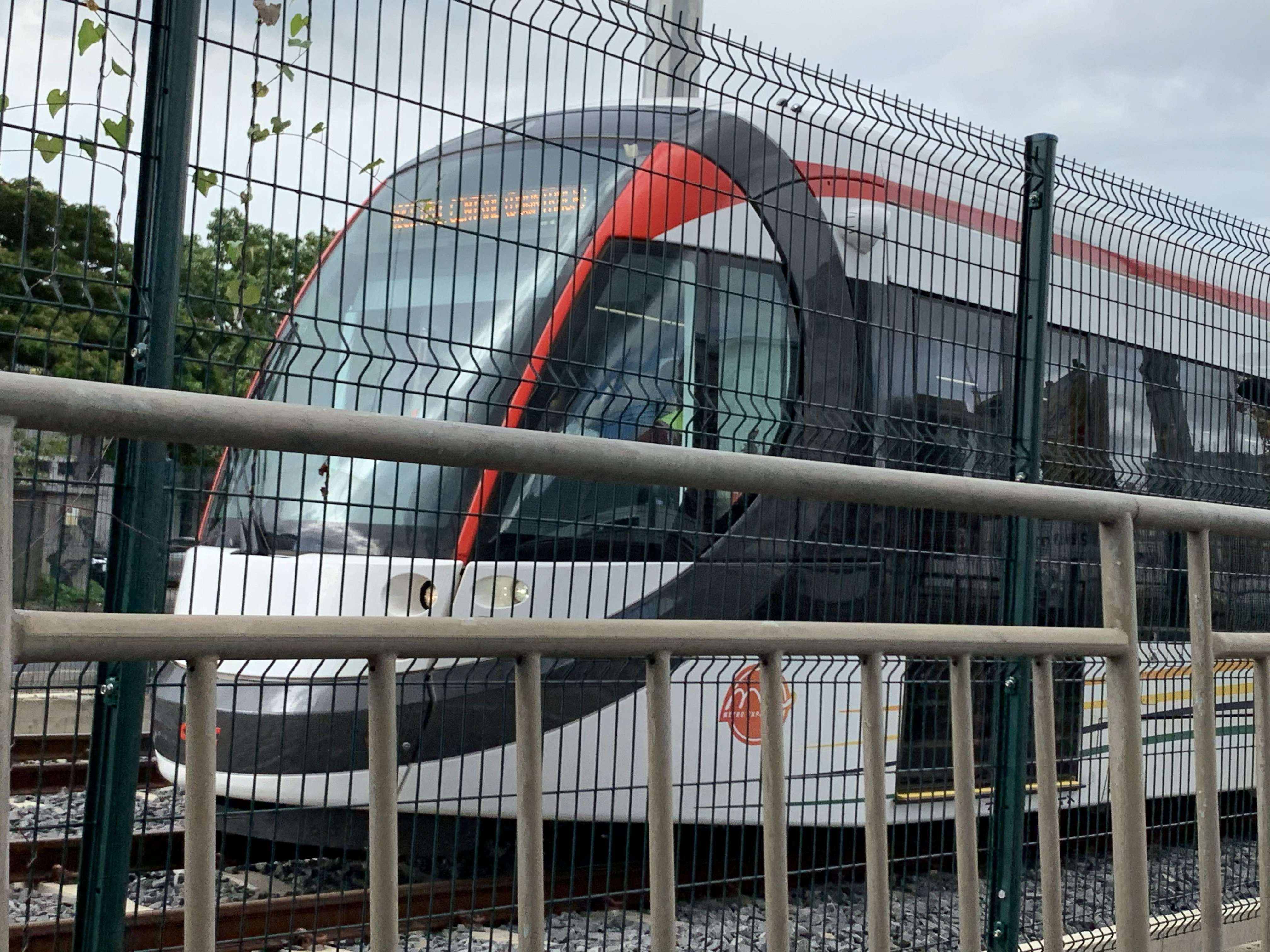
ウルボス100
（2020年撮影）

メトロ・エクスプレスで使用されている車両は、スペインのCAFが世界各国へ向けて展開する超低床電車のウルボス（ウルボス100）である。両運転台の7車体連接車で、車内には2 + 2列配置のクロスシートを基本に、折り畳み座席（10人分）や車椅子・ベビーカー用のフリースペース（2箇所）が配置されている。編成は車軸がない独立車輪式台車がある車体が台車がないフローティング車体を挟む構造となっており、台車がある車体のうち先頭車体を含んだ3つには動力台車が存在する。
2017年にモーリシャス政府との間に契約が成立し、スペインの工場で製造された車両は制動装置の試験を経てモーリシャスへと輸出された。2020年現在は発注分の18両（101 - 118）が使用されている。主要諸元は以下の通りである。また、CAFは車両開発に加えて位置情報検出システム（automatic vehicle location system、AVLS）や運転士訓練用のシミュレータ等の受注も同時に獲得している。
| 主要諸元 | 主要諸元  | 主要諸元    | 主要諸元 | 主要諸元 | 主要諸元 | 主要諸元 | 主要諸元 | 主要諸元 | 主要諸元 | 主要諸元 | 主要諸元                           |
| 両数     | 車両番号  | 編成        | 運転台   | 全長     | 全幅     | 最高速度 | 定員     | 定員     | 低床率   | 軌間     | 備考・参考                         |
| 両数     | 車両番号  | 編成        | 運転台   | 全長     | 全幅     | 最高速度 | 着席     | 合計     | 低床率   | 軌間     | 備考・参考                         |
| -------- | --------- | ----------- | -------- | -------- | -------- | -------- | -------- | -------- | -------- | -------- | ---------------------------------- |
| 18両     | 101 - 118 | 7車体連接車 | 両運転台 | 45,411mm | 2,650mm  | 70km/h   | 78人     | 422人    | 100%     | 1,435mm  | 立席定員は乗客密度6人/m2時の数値。 |